# Basílica de Santo Apolinário Novo
Basílica de Santo Apolinário Novo, Basílica de Santo Apolinário, o Novo ou Basílica de Santo Apolinário-o-Novo (em italiano: Basilica di Sant'Apollinare Nuovo) é uma basílica em Ravena, na região da Emília-Romanha, na Itália. Foi construída pelo Rei ostrogótico Teodorico, o Grande, para ser a capela de seu palácio, durante o primeiro quarto do século VI.
Foi reconsagrada em 561, sob o reinado do imperador Justiniano (r. 527–565), sob o nome "São Martim em Céus Dourados" (em latim: Sanctus Martinus in Coelo Aureo). Foi dedicada a Martinho de Tours. De acordo com a lenda, o papa Gregório I ordenou que os mosaicos da igreja fossem escurecidos para que os visitantes não ficassem distraídos em suas orações. A Basílica foi renomeada em 856, quando as relíquias de Santo Apolinário foram transferidas para a Basílica de Santo Apolinário em Classe. 
Quando a UNESCO colocou a igreja na lista de Património Mundial, seus peritos destacaram que "o exterior e o interior da Basílica ilustram graficamente a fusão entre os estilos oriental e ocidental que caracterizam a virada do século V para VI. Esta é uma das construções mais importantes de um período de crucial significação cultural na arte religiosa européia." 

## Galeria

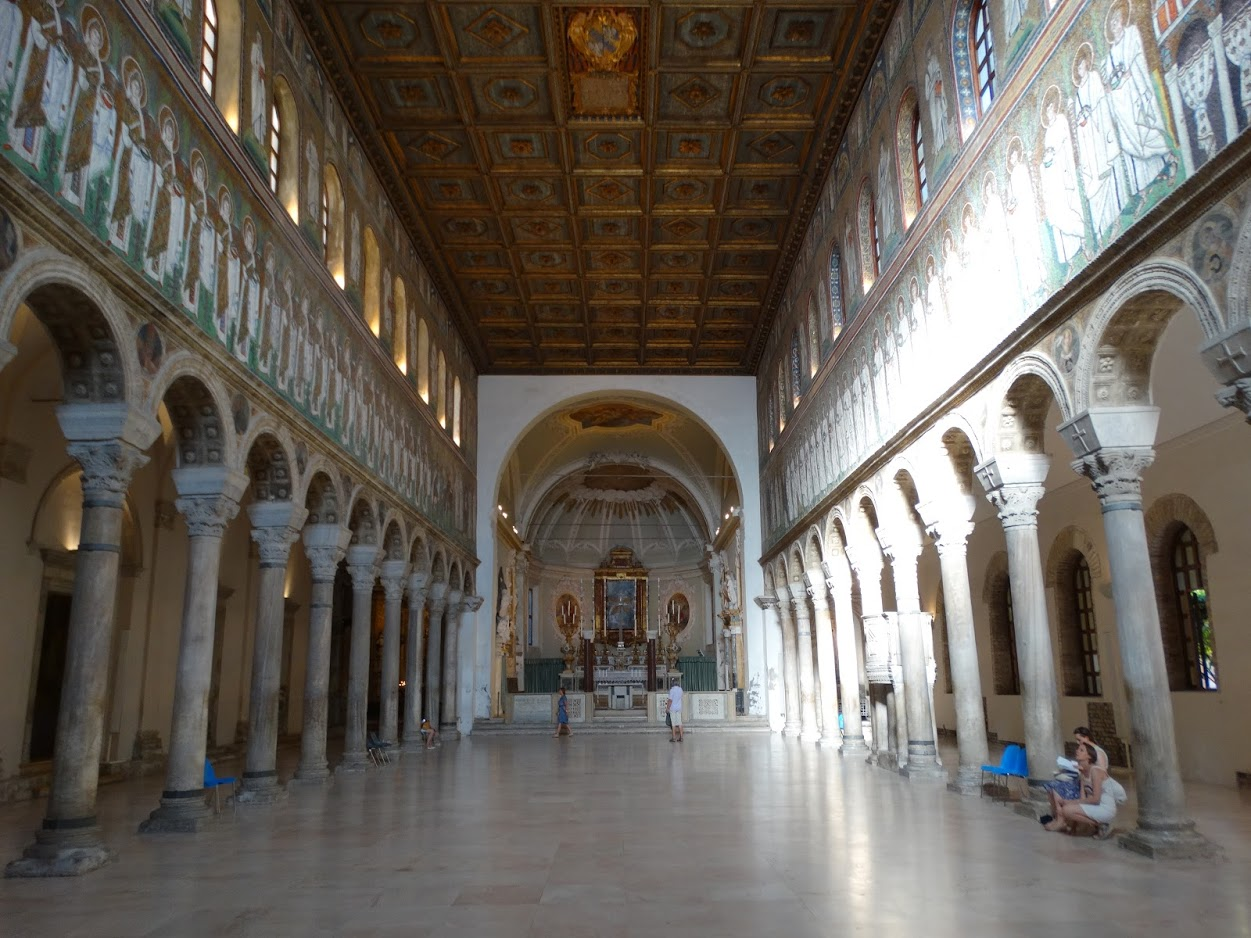
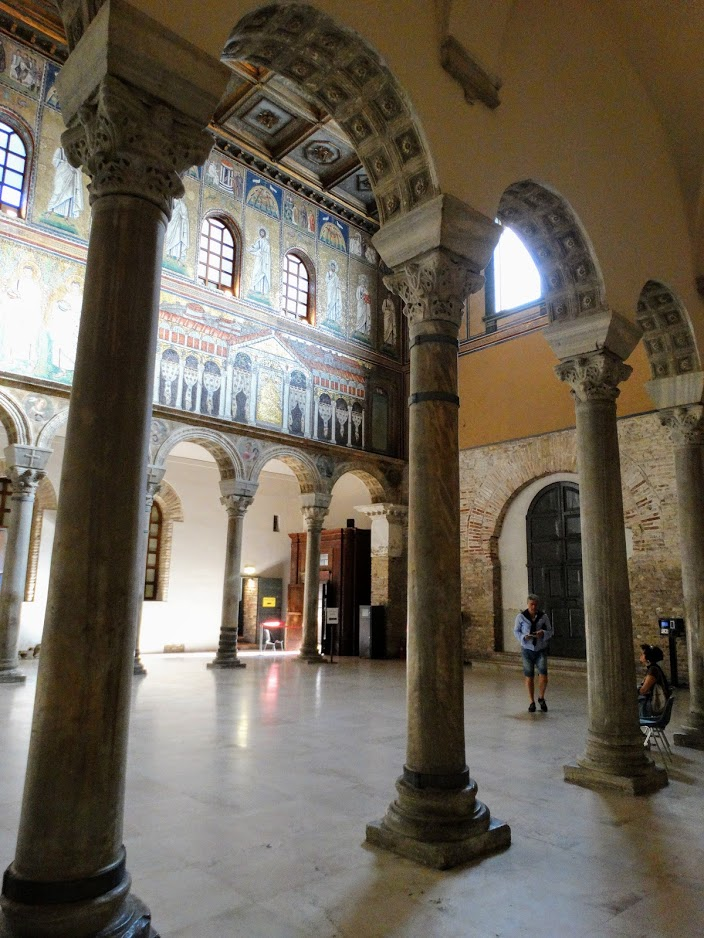
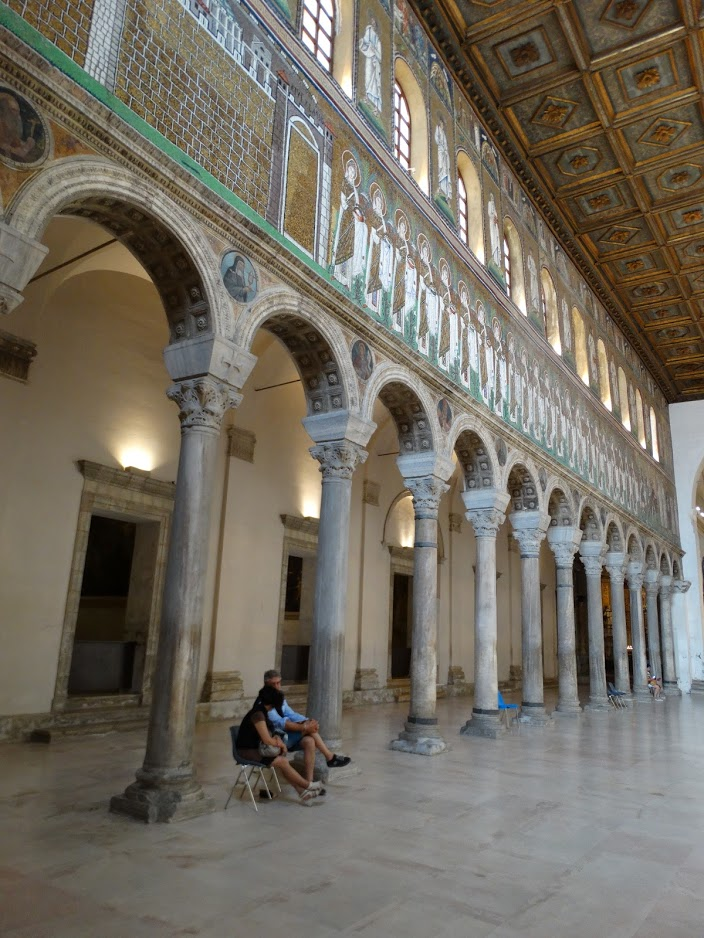
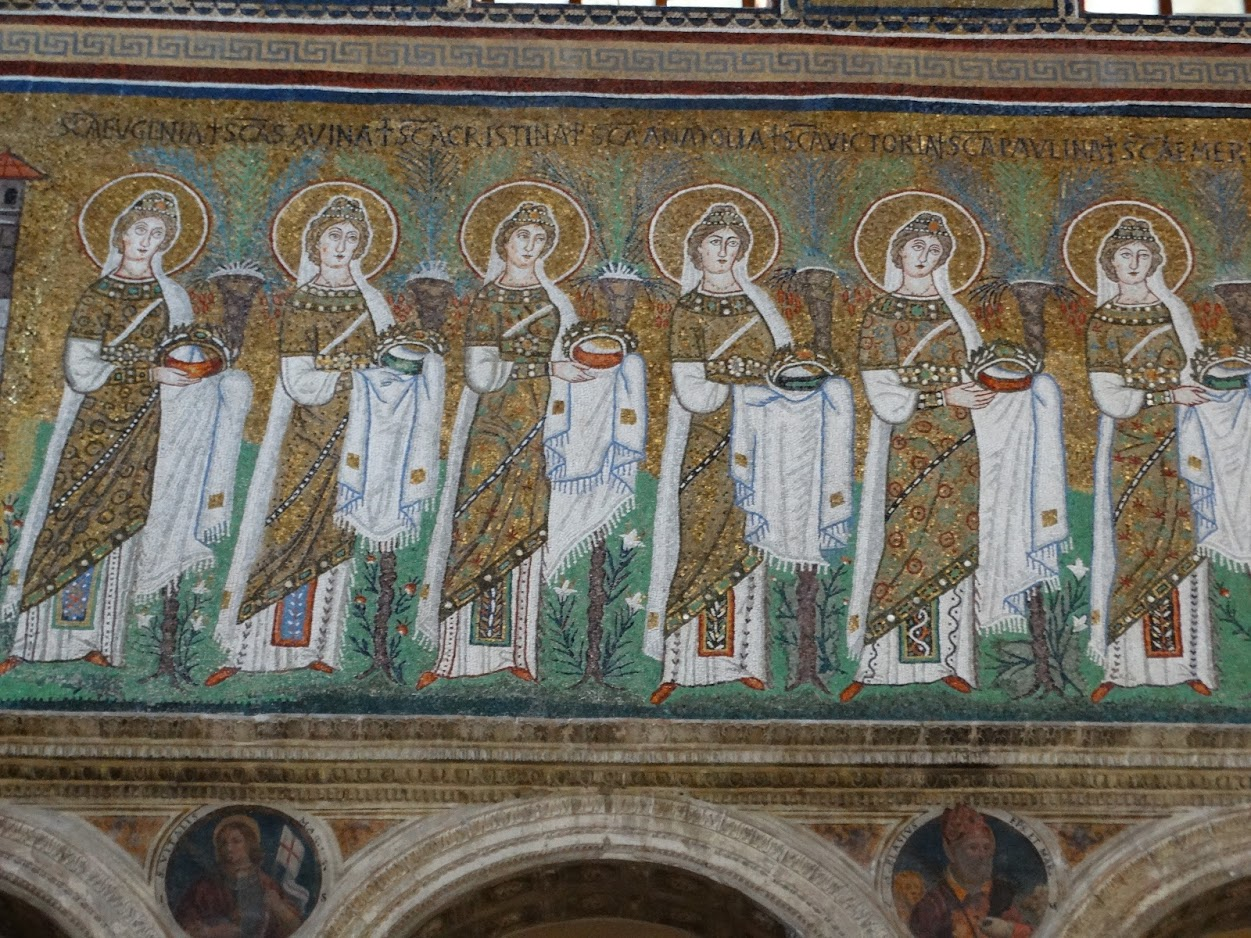
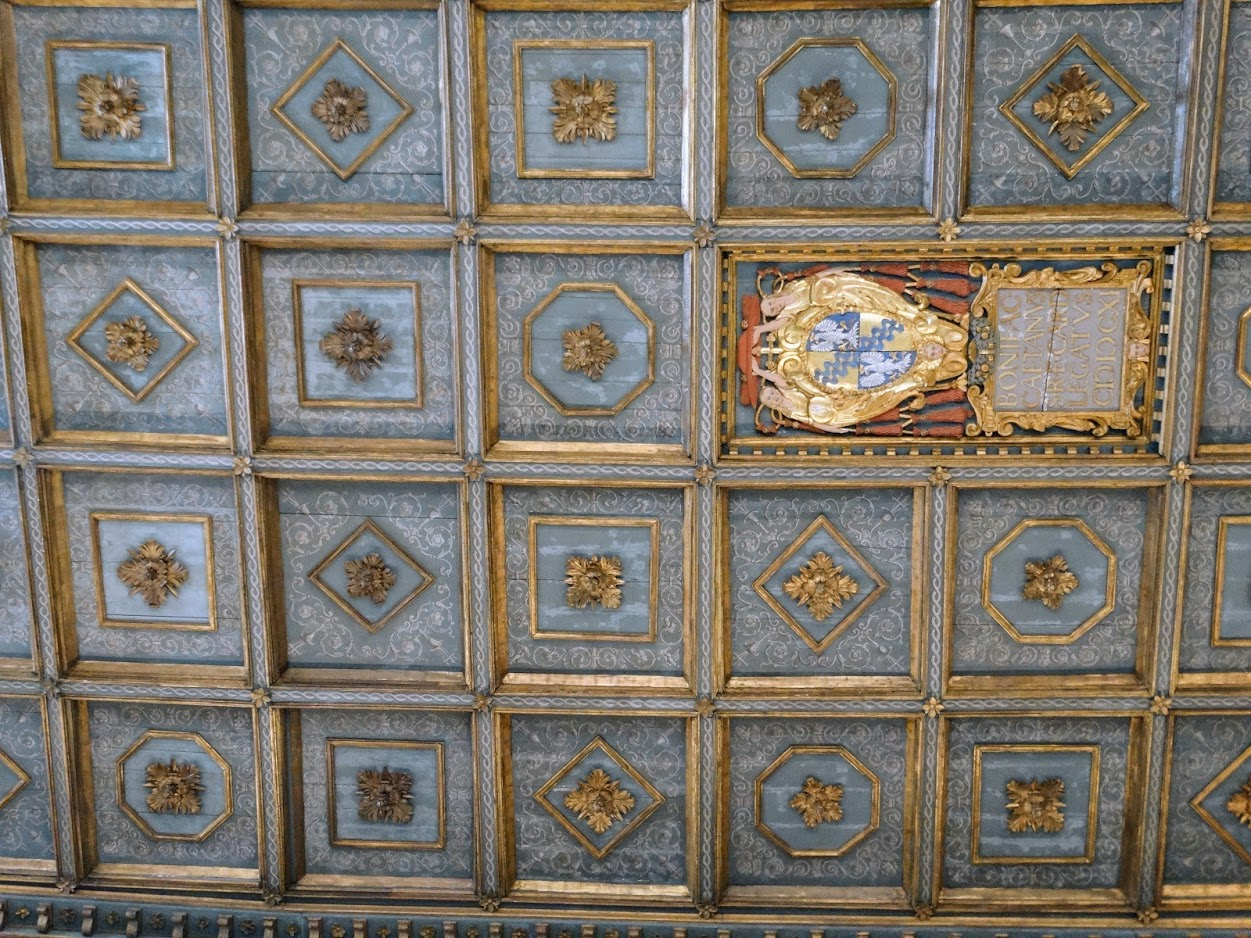
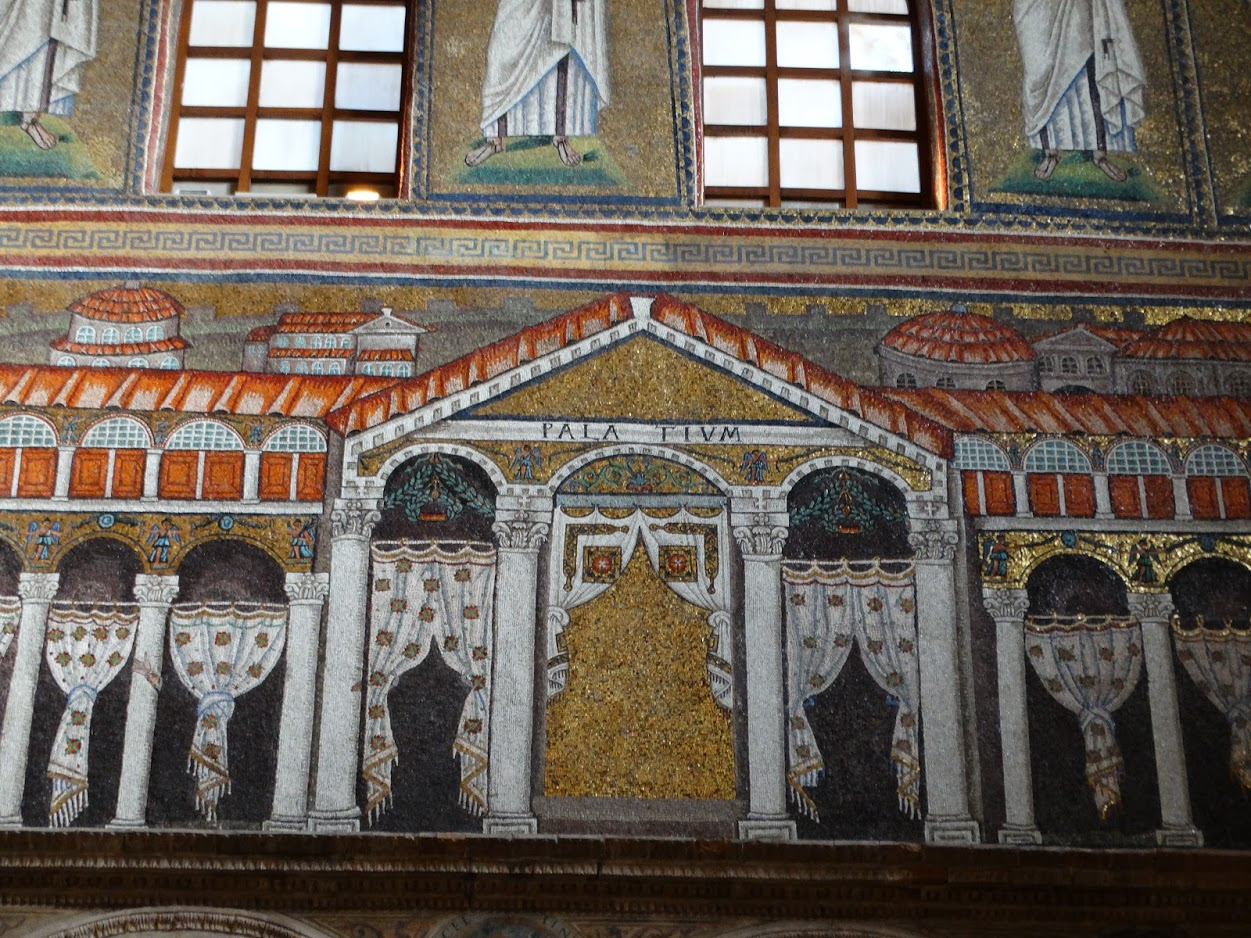